# 希思罗机场一号航站楼
希思罗机场一号航站楼（英語：Heathrow Terminal 1）是希思罗机场的一个已废弃航站楼，1968年投运。当它于1969年4月由英国女王伊丽莎白二世揭幕时，它是西欧最大的新建航站楼。在2015年6月29日关闭前夕，一号航站楼每天只处理由英国航空执飞，飞往九地的20班航班。2017年5月，航站楼用地被拍卖。原一号航站楼用地计划用于建设二号航站楼的二期工程。

## 历史

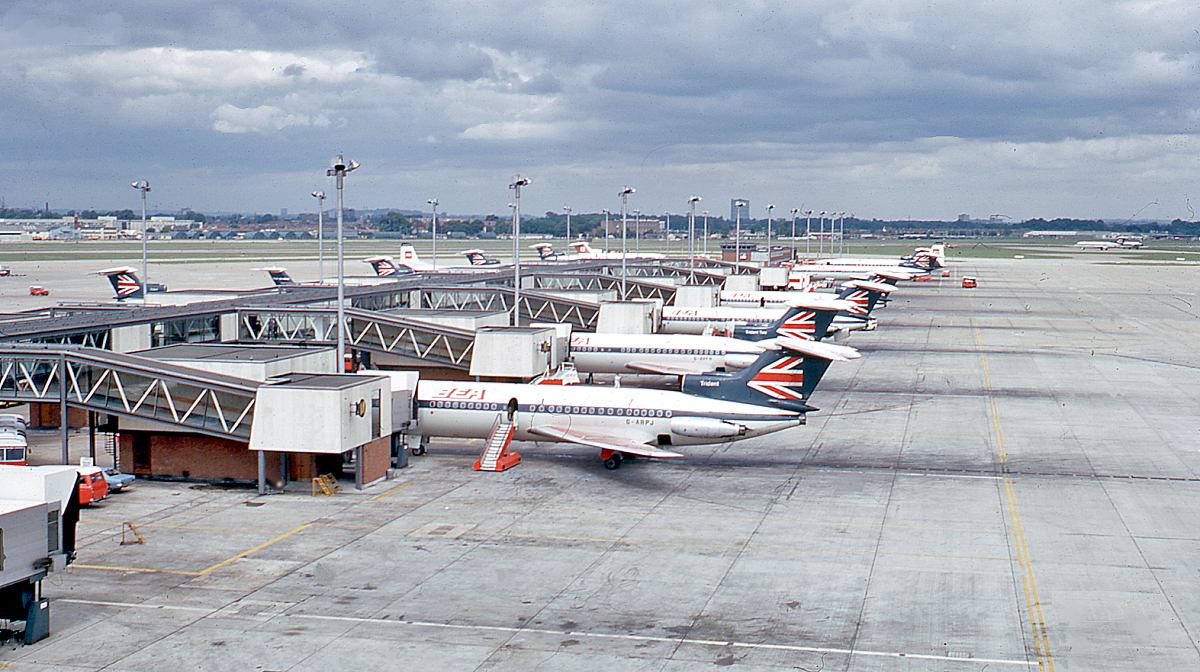
1971年，停靠在一号航站楼的英国欧洲航空飞机

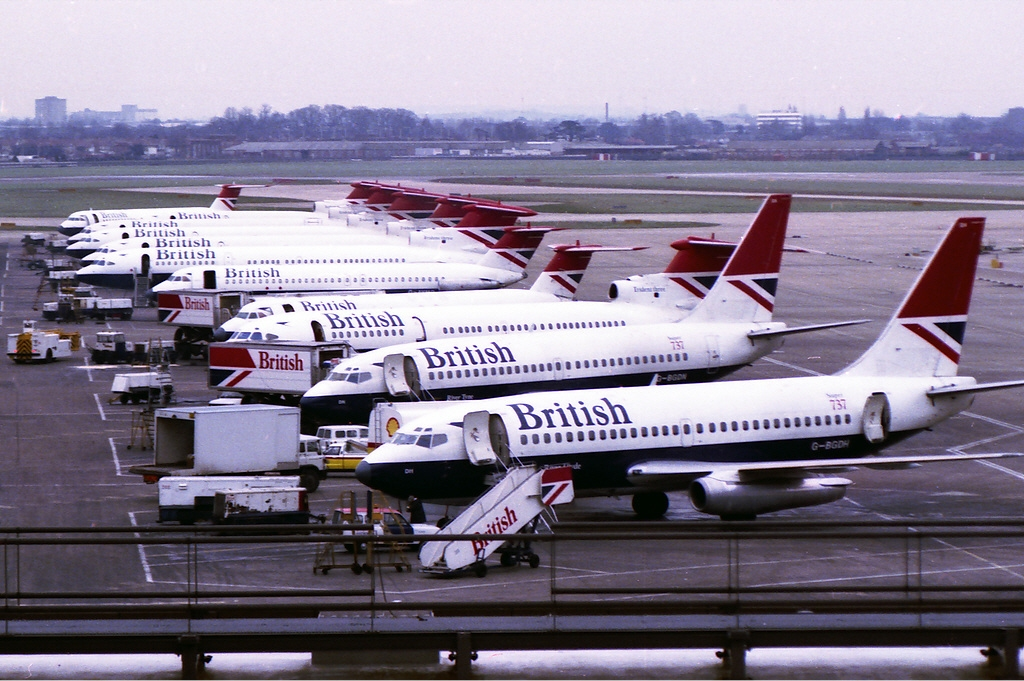
1980年代初，停靠在一号航站楼的英国航空飞机

一号航站楼由弗雷德里克·吉伯德设计，他早年还设计了欧罗巴航站楼（今2号航站楼）和相邻的女王大楼。一号航站楼于1968开始提供客运服务，1969年4月由英国女王伊丽莎白二世宣布正式开放。当时，一号航站楼是西欧同类短途航站楼中最大的一个。
1990年代，一号航站楼加建了一个可停靠宽体飞机的机坪，增加了可处理的航班数量。尽管一号航站楼最初没有国内国际旅客分流措施，但在后来补上了。2005年，机场当局对1号航站楼进行了大规模改造工程，新建的东扩部分将候机室的面积增加了一倍，并增加了额外席位和商业空间。
英航收购英伦航空后，英航在一号航站楼营运部分短途航班和中停航班。维珍航空曾在一号航站楼八号登机口的原英伦航空出发区短暂运营维珍小红帽国内线服务。
一号航站楼于2015年6月29日关闭以便进行二号航站楼的二期工程。关闭前夕，原在一号航站楼到发的航班均已转场至其他航站楼。在2014年和2015年期间，几家航空公司业已撤出一号航站楼。与英国航空公司一同营运一号航站楼的最后几家航空公司分别是冰岛航、以航和巴西天马航空（今巴西南美航空）；巴西天马航空于2015年5月27日转场至三号航站楼。
一号航站楼的最后一架离港航班是于2015年6月29日当地时间21时30分（北京时间6月30日上午4时30分）起飞，飞往汉诺威的英航970号航班。英航是最后一家在一号航站楼运营的航空公司，英航飞往安曼-阿利亚皇后区、巴库、贝鲁特、开罗和汉诺威的航班转场到五号航站楼，飞往毕尔巴鄂、卢森堡、里昂和马赛的航班转场至三号航站楼。英航曾在一号航站楼运营飞往特拉维夫的航班，但已于2014年3月30日转场至五号航站楼。
迄2019年，主航站楼虽然闲置且部分附属结构和登机桥已被拆除，但主体依然屹立。

## 航站楼设施
由于航站楼即将停运，迄2015年6月，航站楼空侧只有博姿 、Cocoon、 迪克森斯旅行社、光荣不列颠、 WH史密斯和世界免税店依然坚守。一号航站楼与二号航站楼的空侧相互连接，旅客可以在两航站楼间往返。由于一号航站楼的关闭，原在1号航站楼营运的所有星空联盟成员转场到二号航站楼。星空联盟休息室、以色列航空King David休息室和Servisair休息室在航站楼关闭前撤出。五号登机口附近的英国航空公司休息室直至当年年底才撤出。一号航站楼的登机口编号为2-8、16-21和74-78。2017年初，全球拍卖公司CA全球合作伙伴宣布将举办一系列拍卖和私人协议销售来清理一号航站楼的任何尚可使用的物品。

## 地面运输

### 道路连接
作为希思罗机场三座中央航站楼的一部分，一号航站楼通过M4高速公路机场支线和北跑道（09L/27R）下方的隧道与M4高速公路相连。候机楼正对面有一个临时车辆停车场，而在北环路北部入口处亦设有常驻车辆停车场，隧道北入口可通过穿梭巴士服务进入。

### 铁路连接
伦敦地铁乘客可从希斯洛機場第2、3航廈站前往一号航站楼，旅客乘坐地铁列车通过中伦敦一路直到卡克福斯特斯站。原希思罗机场连接和目前的希思罗机场快线也可从希思罗机场2号和3号航站楼火车站前往伦敦帕丁顿车站。

### 公交连接
使用一号航站楼的旅客可从希思罗中央汽车站乘坐公共汽车和长途汽车。国家快速长途汽车服务也在此设有多条公车路线。